# محمد بن عبدالباقی زرقانی
محمد بن عبدالباقی زرقانی (۱۰۵۵ – ۱۱۲۲ ه.ق) محدث، فقیه، دانشمند اصولی، صوفی و از بزرگان مذهب مالکی بود.
او در قاهره به دنیا آمد.
برخی از آثار او عبارتند از:
1. أبهج المسالک بشرح موطأ الإمام مالک
2. إشراق مصابیح السیر المحمدیة بمزج أسرار المواهب اللدنیة
3. شرح المنظومة البیقونیة فی علم مصطلح الحدیث
4. مختصر المقاصد الحسنة فی بیان کثیر من الأحادیث المشتهرة علی الألسنة
5. وصول الأمانی فی الحدیث